# Berggasthof Brand

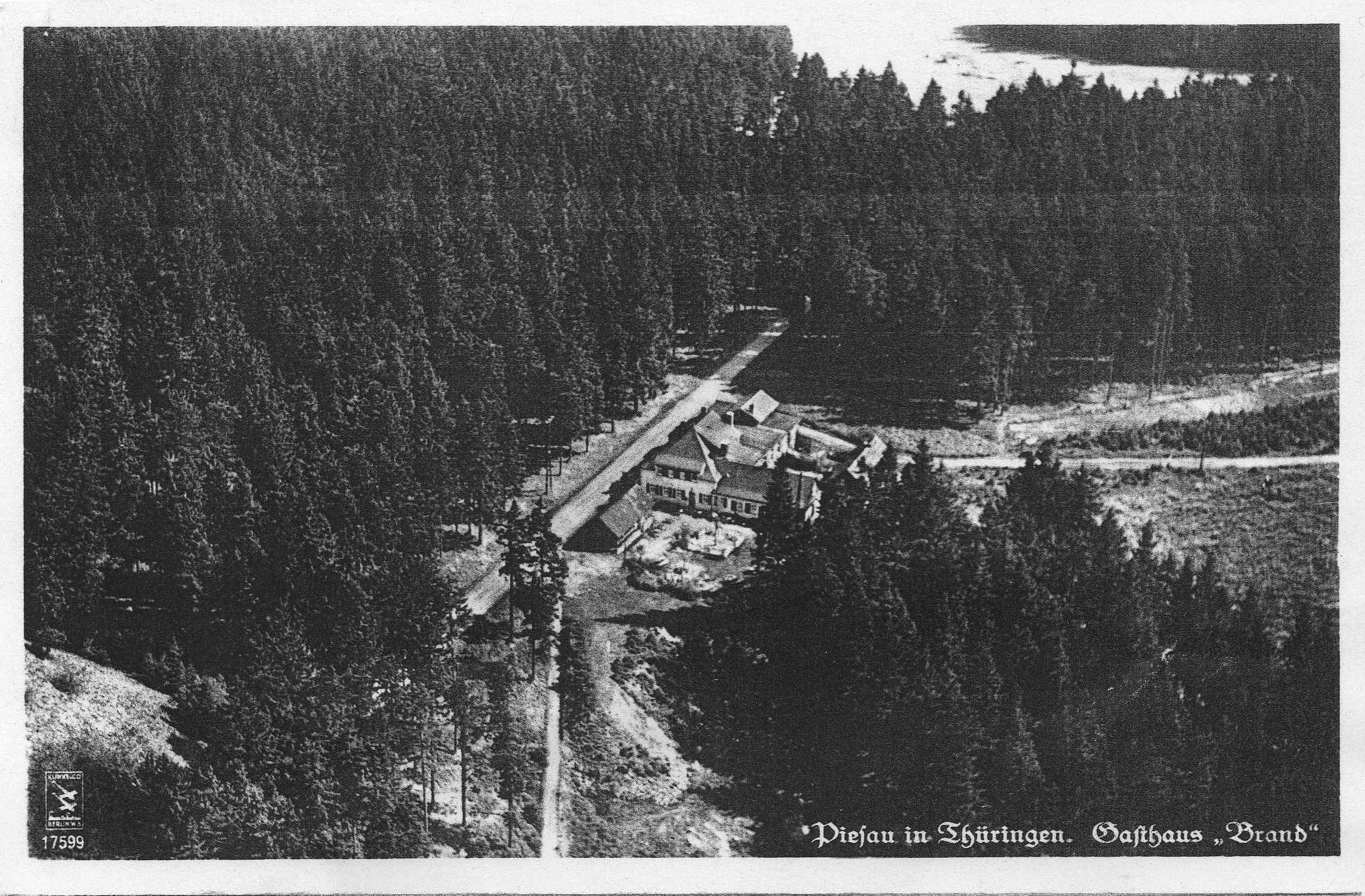
Berggasthof Brand 1930

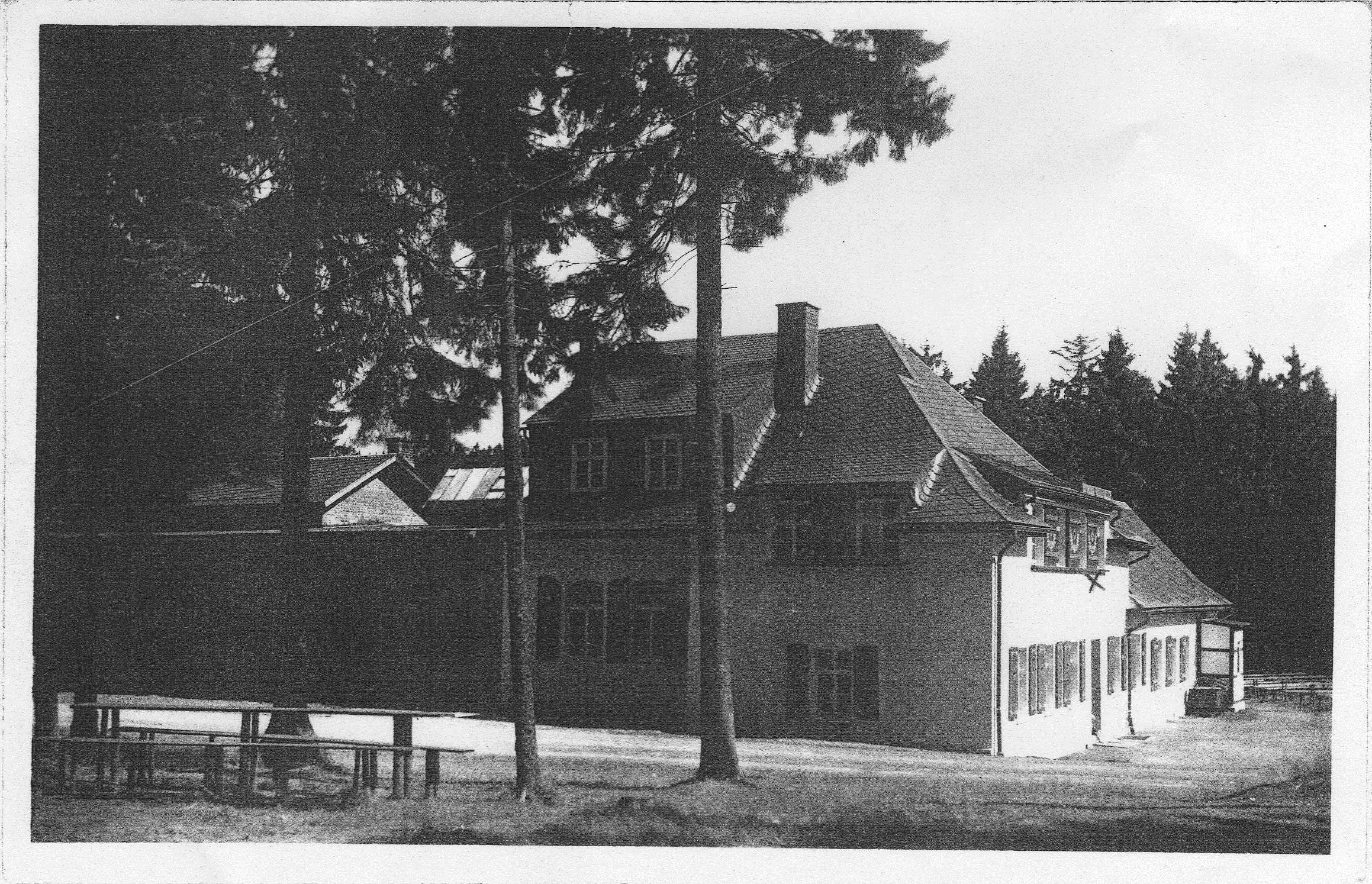
Hauptgebäude ca. 1930

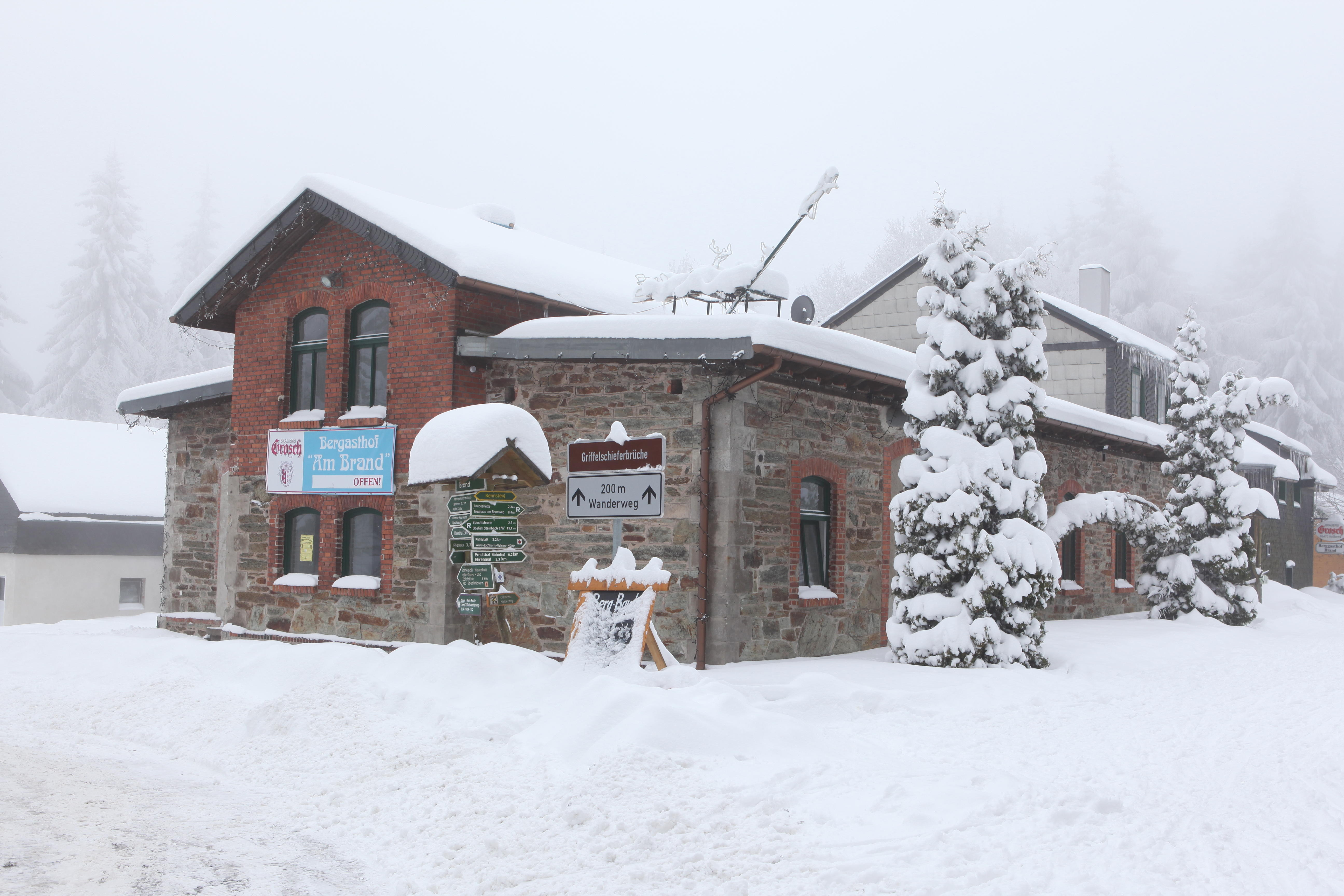
Nordöstliche Fassade (2013)

Der Berggasthof Brand ist ein Herbergsbetrieb in der Gemarkung des Ortsteils Spechtsbrunn der Stadt Sonneberg. Er liegt im südlichen Thüringer Wald, unmittelbar am Rennsteig in einer Höhenlage von 774 m über NN. Die Gebäude wurden 1905 als Teil einer Großhütte zur Schieferverarbeitung errichtet und 2007 renoviert sowie weitgehend in den originalen Zustand versetzt.
Das historische Hauptgebäude mit einem angebauten, weitgehend aus Bruchsteinmauerwerk bestehenden Flachbau, liegt auf der südlichen Seite und die in den 1970er Jahren errichteten Finnhütten auf der nördlichen Seite des Rennsteigs. Die ehemalige Gastwirtschaft wird nicht mehr betrieben.

## Geschichte
Etwa zwanzig einfache Holzhütten standen Ende des 19. Jahrhunderts für die Griffelmacher auf dem Brand. Es gab bereits große Abraumhalden aus schwarzblauem Schiefergestein, denn nur 10 % des gebrochenen Materials eignete sich für die Griffelherstellung.
Im Jahr 1891 wurden in Sachsen-Meiningen mit der Gründung der herzoglichen Griffelbrüche die Griffelschieferbrüche verstaatlicht. Öffentliche Kritik an den sozialen und hygienischen Verhältnissen der Griffelfabrikation und die Entwicklung der individuellen Griffelfabrikation zur industriellen Massenproduktion veranlasste die Bruchverwaltung die Weiterverarbeitung des gebrochenen Griffelschiefers zu fertigen Schreibgriffeln in der unmittelbaren Nähe der Brüche zu konzentrieren und dort massive Fabrikationsstätten, so genannte Großhütten, zu errichten. Die erste entstand 1896 auf dem Brand, die 1905 modernisiert sowie erweitert wurde. Die zweite Großhütte war 1897 auf dem Großen Tierberg bei Steinach entstanden und 1904 modernisiert und erweitert worden. Drei weitere Großhütten wurden 1902 auf dem Fellberg, 1903 auf dem Steinheider Berg bei Steinach und 1906 im Langebach bei Hasenthal in Betrieb genommen. Die Stromversorgung der Maschinen der fünf Großhütten erfolgte über Freileitungen von einem Kraftwerk in Obersteinach.
Zu diesen fünf staatlichen Griffelwerken kam 1923 eine private Großhütte hinzu, welche die Firma Mohr und Loehrs auf dem Pechgraben bei Haselbach errichtete. 1928/29 gab es in der Großhütte am Brand mit den jeweiligen Schieferbrüchen 21 Arbeiter. Auf dem „Brand“ fand man ein feinspaltendes Schiefergestein für Schieferminen von 2 bis 3 mm Durchmesser. Dieses Material eignete sich vorzüglich für die Herstellung der sogenannten Holzgriffel, die mittels in der Bleistiftindustrie üblichen Maschinen produziert wurden. Da der Griffelschieferabbau auf den Großen Tierberg konzentriert wurde, folgte 1930 die Einstellung der Produktion.
In einem Nebengebäude der Großhütte am Brand entstand eine Jugendherberge, und der Zweigverein Naumburg des Thüringerwaldvereins richtete die „Naumburger Stube“ ein. Dieses Zimmer war getäfelt und mit geschnitzten Möbeln ausgestattet.
Beim „Wächter auf dem Brand“ gab es für Rennsteigwanderer stets Flaschenbier und einen Imbiss. 1936 verpachtete das Land Thüringen die Gebäude an Paul und Margarete Danz.
Der Brand entwickelte sich zu einem beliebten Ausflugsziel, es fanden Tanzveranstaltungen, Winzerfeste, Silvesterfeiern und Kostümfeste statt. Nach Ausbruch des Zweiten Weltkrieges und der Einberufung von Paul Danz zur Wehrmacht, führte Margarete Danz die Gaststätte vorübergehend allein weiter.
1944 errichtete die Geheime Staatspolizei auf dem Brand eine Leitstelle ein. Der Brand erhielt dadurch, im letzten Kriegsjahr, einen Telefonanschluss. Nach dem Krieg war der Brand wieder Gaststätte und in den 1950er Jahren entstand hier, wie in allen anderen Großhütten, ein Kinderferienlager und Betriebsferienheim.
1973 übernahm das Ministerium für Staatssicherheit den Brand, der in dem 5-km Sperrzonengebiet der innerdeutschen Grenze lag. Das Gelände wurde eingezäunt und 1975 wurden acht Finnhütten im nach damals für die DDR gehobenen Standard errichtet.
Seit der Grenzöffnung im November 1989 und der ersten grenzüberschreitenden Rennsteigwanderung am 28. April 1990 ist der Brand wieder ein Ausflugsziel für Wanderer und Urlauber. Die Finnhütten wurden 2009 komplett erneuert.